# Sri-lankische Badmintonmeisterschaft 1957
Die Sri-lankische Badmintonmeisterschaft 1957 war die fünfte Austragung der nationalen Titelkämpfe im Badminton in Sri Lanka. Sie fand in Colombo statt.

## Sieger und Finalisten
| Disziplin    | Gold                                 | Silber                                |
| ------------ | ------------------------------------ | ------------------------------------- |
| Herreneinzel | Nagalingam Rasalingam                | Sam Chandrasena                       |
| Dameneinzel  | Rita Bartholomeusz                   | Kamala Ranawaka                       |
| Herrendoppel | Peethamparam Sivalingam Raif Jansz   | A. R. L. Wijesekera N. Sugunadeva     |
| Damendoppel  | Rita Bartholomeusz C. J. Fernando    | D. C. Perera Kamala Ranawaka          |
| Mixed        | A. R. L. Wijesekera Nanda Wijesekera | Peethamparam Sivalingam N. N. Tin Kyi |